# グレース・ムーア
グレース・ムーア（Grace Moore、本名：Mary Willie Grace Moore、1898年12月5日 - 1947年1月26日）は、アメリカ合衆国出身のソプラノ歌手・女優である。
テネシー州コック郡に生まれ、ウォード＝ベルモント大学を中退したのち1920年にブロードウェイデビュー、フランス留学を経て1928年2月『ラ・ボエーム』ミミ役でメトロポリタン歌劇場デビューを果たした。同年9月にはパリ・オペラ＝コミック座でもミミ役を歌っている。オペラ出演の傍ら、ハリウッド映画7作にも主演した。1947年、コペンハーゲン空港での航空事故により亡くなった。

## 出演オペラ
- 『ラ・ボエーム』ミミ
- 『ジャンニ・スキッキ』ラウレッタ[2]
- 『カルメン』ミカエラ[3]
- 『ロメオとジュリエット』ジュリエット[4]
- 『マノン』マノン[5]
- 『ファウスト』マルグリート[6]
- 『ホフマン物語』ジュリエッタ[7]
- 『ルイーズ』ルイーズ[8]
- 『三人の王の愛』フィオーラ[9]
- 『トスカ』トスカ[10]

## 出演映画
- 忘れじの面影 A Lady's Morals (1930)
- ニュウ・ムウン New Moon (1930) ※ローレンス・ティベットと共演
- 恋の一夜 One Night of Love (1934)
- 歌の翼 Love Me Forever (1935)
- 陽気な姫君 The King Steps Out (1936)
- 間奏楽 When You're in Love (1937)
- 紅薔薇行進曲 I'll Take Romance (1937)
- ルイーズ Louise (1939) ※日本劇場未公開